# La porta del cel (travessa)
La porta del cel és una travessa de muntanya amb una llargada de 65 km i un desnivell acumulat d'11.000 metres. El recorregut uneix tres refugis del Pallars Sobirà i un refugi de l'Arieja, a França.

## Refugis
Els quatre refugis són:
- Càmping de Graus, a 1.360 metres d'altura. Situat a 5 km de Tavascan.
- Refugi de Certascan, a 2.240 metres d'altura. Situat a la Vall de Cardós, al costat de l'Estany de Certascan.
- Refugi de Pinet, a 2.240 metres d'altura. Situat a la vall de l'Artiga, Auzat, França.
- Refugi de Vall Ferrera, a 1.940 metres d'altura. Situat a la Vall Ferrera, al municipi d'Alins.